# 光与夜之恋
《光与夜之恋》是騰訊遊戲旗下北極光工作室打造出品的一款女性戀愛手機遊戲，於2021年6月24日公测。2021年9月25日起，騰訊遊戲宣佈未满18周岁的未成年用户將无法登录游戏。《光与夜之恋》因此成为中華人民共和國首款禁止未成年人登陆的手機遊戲。
遊戲講述了玩家們會以設計師的身份，進入到一個陌生的城市，在這個城市中，會有五個不同身份的男性追求玩家。玩家們需要面對一個個抉擇，每一個抉擇都會對未來的命運，有極大的改變。

## 戰鬥系統
《主線戰鬥》
玩家上陣5個靈犀進入戰鬥後，將會按照靈犀上陣順序，逐個進行攻擊。攻擊的對象為不同血量、不同顏色的靈感碎片，顏色與靈犀的情感屬性（快樂、信任、真摯、果決、無畏、專注）相對應，增攻擊有加成傷害。
戰鬥過程中，分為多個回合，每個回合會需要消耗靈光、行動次數，每10點靈光值等於1次行動次數。戰鬥還有倒計時限制，超時沒有行動次數、沒有靈光值、未能收集足夠的靈感碎片，視為挑戰失敗，無法獲得任何獎勵。
《單品製作》
手指塗抹屏幕，繪出設計圖。當製作材料落入準心時，進行相應操作，將設計圖還原成為實物。操作類型分為紐扣為點擊屏幕；拉鍊為長按屏幕；剪刀為向左短滑。
得分計算是單次操作基礎分由材料基礎分與設計師六維屬性基礎分構成。
連續兩次操作成功，會觸發combo，combo持續期間，也會有得分加成。
《材料關卡》
遇見初心、遇見極光、遇見銘跡、外婆小鋪、光影長河、研習之旅、星座研究、織夢迷境等，進入有等級限制、進入消耗靈感、進入次數、逗留時間等限制。

## 角色列表
| 姓名   | 英文名  | 暱稱                                                                           | 配音演员                                 | 年龄            | 生日            | 身高          | 星座   | 出現章節  | 畢業學院         | 职业                           | 代表花 | 天賦     | 種族 |
| ------ | ------- | ------------------------------------------------------------------------------ | ---------------------------------------- | --------------- | --------------- | ------------- | ------ | --------- | ---------------- | ------------------------------ | ------ | -------- | ---- |
| 玩家   |         | 蕭小五(蕭逸)、笨鳥(齊司禮)、未婚妻(查理蘇)、大小姐（夏鳴星）、兔子小姐（陸沉） |                                          | 23歲            |                 |               |        |           | 國外某大學       | 萬甄集團初級設計師             |        | 超感     | 神族 |
| 萧逸   | Osborn  | 11、蕭老闆、蕭大神                                                             | 张杰（中） 石川界人（日） 喬資淯（台）   | 23岁            | 11月23日        | 185cm         | 射手座 | Chapter01 | 海事學院         | 賽車手、賞金獵人               | 鳶尾花 | 藍色火焰 | 混血 |
| 陆沉   | Evan    | 66、哆啦A陸、陸總、老闆                                                        | 刘北辰（中） 森川智之（日） 王辰驊（台） | 26岁            | 1月22日         | 186cm         | 水瓶座 | Chapter01 | 英國某大學金融系 | 萬甄集團CEO、Sonder CEO        | 曼陀羅 | 幻惑之瞳 | 血族 |
| 齐司礼 | Sariel  | 77、740、老齊、老狐狸、齊總監                                                  | 赵路（中） 岸尾大辅（日） 于正昇（台）   | 未知(千年~萬年) | 9月1日(8月15日) | 181cm         | 处女座 | Chapter01 | 未知             | 萬甄集團設計總監/頂級設計師    | 曇花   | 非凡再生 | 靈族 |
| 查理苏 | Charlie | 55、查少、未婚夫、查醫生                                                       | 吴磊（中） 细谷佳正（日） 張騰（台）     | 28岁            | 7月24日         | 187cm         | 狮子座 | Chapter06 | 醫學系           | 燒傷外科醫生                   | 鐵線蓮 | 真空     | 靈族 |
| 夏鸣星 | Jesse   | 00、湯圓、小夏                                                                 | 谷江山（中） 木村良平（日） 江志倫（台） | 21岁            | 5月26日         | 179cm→180.5cm | 双子座 | Chapter08 | 未知             | 舞台劇演員、道士、政府機關人員 | 六出花 | 通靈     | 人族 |

参考资料来自：

## 光夜變奏章節
| 第一章    | 名稱       | 簡介                                                                                 |
| --------- | ---------- | ------------------------------------------------------------------------------------ |
| Chapter01 | 命運的拐點 | 命運是一團風……紅葉在風前頭飄飛遠離，在風起後的時刻——我們已相遇。                     |
| Chapter02 | 時間針腳   | 在廣袤的空間和無限的時間中，能夠與你共享一顆行星和同一段時光，是我的榮幸。           |
| Chapter03 | 海水與火焰 | 晚霞的火焰在你的眼裏爭鬥，樹葉紛紛墜落你靈魂的水面。                                 |
| Chapter04 | 愛德華之旅 | 人生是一段孤獨旅程，但我遇見了你。                                                   |
| Chapter05 | 他的邊境線 | 城市之光冷冷地在地平線上閃動，如同一個人深入夢境。                                   |
| Chapter06 | 囚籠與飛鳥 | 我的胸中積滿了沙石，因此我所想望着的：只是曠野，高山和飛鳥。                         |
| Chapter07 | 假如是終曲 | 假如有人問我的煩憂，我不敢説出你的名字。                                             |
| Chapter08 | 遲來的盛夏 | 我們的夏日輕逸地逃去，沒入了美的境中。                                               |
| Chapter09 | 被奴役的心 | 在鮮綠的清晨，我願意做一顆心。                                                       |
| Chapter10 | 六號病房   | 你的眉目笑語使我病了一場，熱勢退盡，還我寂寞的健康。                                 |
| Chapter11 | 與罪同行   | 任何一隻眼睛都是有罪的眼睛，當窺視讓別人心緒不寧。                                   |
| Chapter12 | 蠻荒遊戲   | 我願意是荒林，在河流的兩岸，對一陣陣的狂風，勇敢地作戰。                             |
| Chapter13 | 過去的證人 | 跨過去，春天不遠了，我永遠不要失去發芽的心情。                                       |
| Chapter14 | 越界天使   | 燈越是亮，深淵越顯深邃，我的孤獨在豔陽下也那麼恐怖。                                 |
| Chapter15 | 一次謀殺   | 我很渺小，無論做了什麼，都是同樣的渺小，但是只要我還在走動，就超越了死亡。           |
| Chapter16 | 暴雨來臨前 | 地球上活著的人都是流亡者，是被放逐到地球上來的，他的自殺好像是返回他故鄉星球的車票。 |
| Chapter17 | 第三聲巨響 | 愛被我恨死了，葬在大海裡。                                                           |
| Chapter18 | 在萬物中   | 比生命更遠，我想用死亡對你說愛，比愛更遠，我想用遺忘對你說愛。                       |

| 第二章 新生樂章 | 名稱       | 簡介                                                                 |
| --------------- | ---------- | -------------------------------------------------------------------- |
| Chapter II 01   | 延往事而行 | 後來，他打了一場敗仗，又失去了最重要的人。那晚，月色很暗，風格外大。 |
| Chapter II 02   | 每當徬徨時 | 你這樣抱著我，讓我覺得自己好像還是以前那個小孩。                     |
| Chapter II 03   | 崇高的疾病 | 大多數人等到死，都等不來一例合適的供體，等待的過程，真的很艱難。     |
| Chapter II 04   | 凋亡的水仙 | 如果......我不是世界上最好的查醫生呢?                                |
| Chapter II 05   | 吃回憶的人 | 從此以後，我只是我自己。                                             |
| Chapter II 06   | 野馬私奔   | Jude向女孩索取了愛，應該給她點什麼的。                               |

## 聯名活動
2023年7月20日起至2023年8月20日，與「cama café」聯名主題咖啡店，位於南京松江店，消費即可獲得專屬杯套及序號。
2023年11月16日起至2024年1月10日，與位於台北信義威秀 1 樓的餐酒館合作，推出角色聯名餐點與限定周邊，合作期間將供應《光與夜之戀》五位男主角的聯名套餐、甜點及飲品。

## 外部連結
- 官方网站：中國大陸、台港澳